# Programa de auditório
O programa de auditório é um gênero de entretenimento do rádio e da televisão, definida genericamente pela presença de uma plateia composta por visitantes de origens diversas que assistem ao programa ao vivo e interagem através de aplausos, vaias e outras manifestações orientados ou não por uma assistente. Nestes programas também é comum a participação da plateia em provas, brincadeiras e entrevistas promovidas. Em alguns casos os visitantes recebem prêmios por participar e/ou vencer uma competição.

## No Brasil

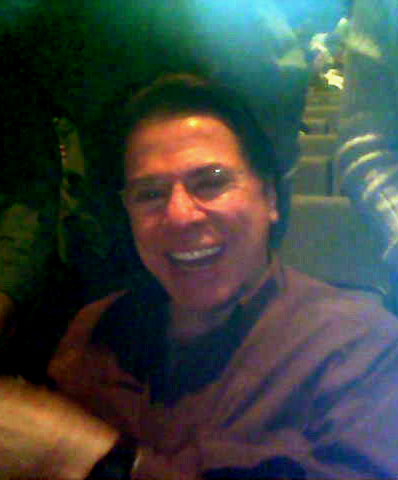
Silvio Santos

Na televisão brasileira, dois ícones a serem citados são Abelardo Barbosa (Chacrinha) e Silvio Santos. O primeiro, fenômeno de audiência até sua morte, em 1988, interagia com o auditório e animava-o com bordões famosos como "Vocês querem bacalhau?". O segundo apresentou até 2022 uma série de programas no SBT, do qual foi proprietário, sempre com sua plateia composta quase absolutamente por mulheres.
Existem dois formatos de auditório: o formato europeu, usado em sua maioria na Globo e Record, onde a plateia é distribuída em formato "tobogã" (plateia alta acima, plateia baixa abaixo), e o formato "americano/mexicano", usado no Programa Silvio Santos com uma plateia na horizontal, possibilitando interatividade direta do apresentador com os espectadores.

### Histórico dos programas de auditório
Em 1955 estreou na TV Rio o Programa de Gala, apresentado também na Rede Globo e na TV Tupi. Por ele passaram nomes como Oscarito, João Gilberto, Ema D'Ávila, Walter D'Ávila, Luís Delfino, Chico Anysio, Carmen Verônica, Íris Bruzzi e Oscar Niemeyer.
Em 1957, estreava na TV Tupi do Rio de Janeiro o programa Um Instante Maestro, apresentado por Flávio Cavalcanti, polêmico apresentador que marcaria a TV brasileira nas décadas de 1960 e 1970.
Paulo Gracindo e Sílvia Bandeira apresentaram na Rede Globo o 8 ou 800 onde os participantes respondiam perguntas sobre temas específicos e continuavam através das semanas, como no atual Vinte e Um, do SBT. Outro programa de perguntas e respostas de sucesso foi o O Céu é o Limite, apresentado por Jota Silvestre, que tinha como bordão "Resposta absolutamente certa".
Hebe Camargo apresentou diversos programas na televisão brasileira, como Calouros em Desfile, Hebe Comanda o Espetáculo, Com a Mão na Massa, O Mundo é das Mulheres e Maiôs à Beira-Mar, na década de 1950. Estreou seu programa na TV Record em 1966 e foi líder de audiência por três anos. Passou pela Band e desde 1986 estava no SBT apresentando o tradicional Hebe às segundas-feiras, estreando o programa na RedeTV! a partir de 2011.
Abelardo Barbosa, o Chacrinha, apresentou três programas de auditório de muito sucesso: Discoteca do Chacrinha, Buzina do Chacrinha e a Hora do Chacrinha, sendo Hora do Chacrinha o primeiro programa de calouros da televisão brasileira.
Silvio Santos estreou em 1963 na TV Paulista e depois em 1966, na TV Globo, com um programa de quatro horas de duração nas tardes de domingo. Desde então os domingos à tarde passaram a ser marca registrada de Silvio. Seu programa era composto por gincanas, premiações e música. Em 1976 migrou para a TVS e RecordTV e em 1981 para o SBT. Seu "pacote" de programas é um dos mais antigos ainda em atividade da televisão brasileira. As atrações sempre se renovam contando com Show de Calouros, concursos de dança, game shows entre outros.
Com a saída de Silvio Santos, a Rede Globo providenciou a produção e exibição do programa de auditório "Moacyr TV", atração comandada por Moacyr Franco e Pepita Rodrigues. O foco do programa era a descoberta de novos talentos para o elenco de novelas da emissora, como Silvia Salgado e Míriam Rios. Em Moacyr TV também havia entrevistas, quadros de humor e música. Aliás Moacyr Franco cantava seus sucessos para o público presente.
Édson Cury apresentou, na Rede Bandeirantes, o Clube do Bolinha de 1974 a 1994, nas tardes de sábado, com atrações musicais e concursos de calouros. Sempre com muita irreverência, o programa recebia artistas consagrados ou em começo de carreira.
Rivais na audiência com Domingão do Faustão e Domingo Legal, Fausto Silva e Augusto Liberato começaram, respectivamente, nos programas Perdidos na Noite e Viva a Noite. Outro marco da época moderna da televisão foi o Programa Livre, de Serginho Groisman, que estreou em 1991. O programa era composto por uma plateia de jovens que interagiam diretamente com os convidados fazendo perguntas e debatendo temas. O formato do programa está sendo reutilizado no Altas Horas, também de Serginho. Renato Aragão estrelou seus programas humorísticos Os Trapalhões, A Turma do Didi e Aventuras do Didi, sendo que o segundo e o terceiro, não tinham nada a ver com os mesmos moldes de Os Trapalhões. O especial de fim de ano Show da Virada segue os moldes do Réveillon do Faustão, onde os cantores brasileiros se apresentam, o grande elenco da Globo anima a galera desejando um feliz ano novo e o jornalismo da Globo entra em cena ao vivo, para transmitir o maior réveillon do Brasil.

## Quadro
Seguindo o modo de organização fragmentado (segmentos) da programação de uma emissora televissiva, a maioria dos programas televissivos repete, principalmente os de auditório de modo fractal, o mesmo princípio de sua organização, os programas televissivos são uma sucessão de unidades articuladas, os quadros ou esquetes independentes apresentados por um único apresentador, que possuem vinheta, chamada e, anúncios publicitários.